# Leonardo Pérez
Leonardo Pérez Armenteros (Santa Clara, 6 novembre 1965) è un ex cestista e allenatore di pallacanestro cubano.
È il fratello di Conrado Pérez.

## Carriera
Con Cuba ha disputato due edizioni dei Campionati mondiali (1986, 1994) e cinque dei Campionati americani (1989, 1992, 1993, 1995, 1997).